# Grotta de Nadale
La Grotta de Nadale è un sito preistorico situato nel Veneto. Si tratta di una grotta carsica situata nel comune di Zovencedo, al centro della dorsale dei Colli Berici.

## Ritrovamenti
Nel 2006 G. Baruffato, ricercatore dell'Università di Ferrara, rinvenne nel campo antistante la grotta diverse ossa e strumenti in pietra che un tasso scavatore aveva portato in superficie. All'epoca la grotta era riempita da sedimenti quasi a livello del suolo ed appariva visibile solo come un piccolo strapiombo roccioso. Nel 2013 sono stati scoperti ulteriori reperti rimuovendo la parte superiore del suolo, seguiti da due scavi archeologici l'anno successivo. 
Gli scavi hanno riportato alla luce, tra l'altro, un dente, classificato come Nadale 1, che gli studi succevvi hanno determinato fosse il primo molare deciduo inferiore destro di un Neanderthal. La radice del dente è in gran parte dissolta, la corona è molto usurata e piena di crepe. Sul lato rivolto verso la guancia si può osservare una carie precoce, che finora è stata riscontrata solo in pochi casi nei denti di Neanderthal. Ciò suggerisce che lo spettro dietetico dell'individuo comprendeva anche alimenti contenenti carboidrati.
Durante gli scavi archeologici nei sedimenti della grotta, in gran parte sterili, è stato rinvenuto un unico strato antropogenico, attribuito al Paleolitico medio Quina-Mousteriano. Dall'analisi dei numerosi reperti e reperti molto ben conservati, gli scienziati sperano di ottenere nuove conoscenze sullo stile di vita e sulle abitudini alimentari delle popolazioni di Neanderthal che vivevano nell'attuale Veneto già a partire da 70.000 anni fa.